# First Daze Here Too
First Daze Here Too – czwarty album kompilacyjny doom metalowego zespołu Pentagram wydany 7 marca 2006 roku przez wytwórnię Relapse Records.

## Lista utworów
| 1. „Wheel of Fortune” – 4:03 2. „When the Screams Come” – 2:47 3. „Under My Thumb (cover The Rolling Stones)” – 3:17 4. „Smokescreen” – 4:05 5. „Teaser” – 3:27 6. „Little Games (cover The Yardbirds)” – 2:57 7. „Much Too Young to Know” – 4:34 | 1. „Virgin Death” – 1:42 2. „Yes I Do” – 2:14 3. „Ask No More” – 2:36 4. „Man” – 1:57 5. „Be Forewarned” – 3:59 6. „Catwalk” – 3:34 7. „Die in Your Sleep” – 1:39 8. „Frustration” – 2:03 9. „Target” – 7:26 10. „Everything's Turning to Night” – 2:29 11. „Take Me Away” – 2:19 12. „Nightmare Gown” – 2:16 13. „Cartwheel” – 2:54 14. „Cat & Mouse” – 2:45 15. „Show 'Em How” – 10:02 |